# 1965 en rugby à XV
Cette page présente les faits marquants de l'année 1965 en rugby à XV : les principales compétitions et évènements liés au rugby à XV et rugby à sept ainsi que les naissances et décès de grandes personnalités de ce sport.

## Principales compétitions
- Championnat de France (du ?? 1964 au 23 mai 1965)
- Championnat d'Italie (du ?? 1964 au ?? ?? 1965)
- Tournoi des Cinq Nations (du 9 janvier au 27 mars 1965)

## Événements

### Mars
- 27 mars : malgré sa défaite 22 à 13 contre l'équipe de France, le pays de Galles remporte le Tournoi des Cinq Nations mais ne réalise pas le Grand Chelem.

### Avril
- ? avril : l'US Cognac remporte le Challenge Yves du Manoir grâce à sa victoire en finale 5 à 3 sur l'USA Perpignan.

### Mai
- 23 mai : le SU Agen remporte le championnat de France après avoir battu le CA Brive en finale sur le score de 15 à 8[1].
- ? mai : le Partenope Napoli remporte pour la première fois le Championnat d'Italie et devient le 8e club à inscrire son nom au palmarès[2].

### Décembre
- ??? décembre : Création et première édition de la coupe Ibérique, disputée entre clubs espagnols et portugais. Lors de cette première édition, les Espagnols du Real Canoe RC remportent le petit championnat.

## Principales naissances
- 28 juillet : Vincent Moscato, animateur radio, comédien, humoriste, ancien rugby français.